# Scottish First Division 2012-2013
La Scottish First Division 2012-2013 è stata la 107ª edizione della seconda serie del campionato di calcio scozzese, la 18ª edizione nel formato corrente di 10 squadre, l'ultima col nome Scottish First Division e sotto l'organizzazione della Scottish Football League (SFL). La stagione è iniziata l'11 agosto 2012 e si è conclusa il 19 maggio 2013.

Il Partick Thistle ha vinto il campionato ed è stato promosso direttamente nella nuova Scottish Premiership.

L'Airdrie Utd, classificatosi all'ultimo posto, è stato retrocesso direttamente nella nuova Scottish League One. Il Dunfermline ha perso i playoff First Division/Second Division ed è stato retrocesso in Scottish League One.

## Stagione

### Novità
Dalla Scottish First Division 2011-2012 il Ross County, primo classificato, è stato promosso in Premier League 2012-2013. Anche il Dundee è stato promosso in Premier League 2012-2013, in sostituzione dei Rangers non ammessi per essere andati in liquidazione. L'Ayr Utd, perdente dei play-off, e il Queen of the South, ultimo classificato, sono stati retrocessi in Second Division 2012-2013.

Il Cowdenbeath è stato promosso in qualità di campione della Second Division 2011-2012, mentre il Dumbarton è stato promosso dopo aver vinto i play-off promozione. L'Airdrie Utd è stato promosso in sostituzione del Dundee. Il Dunfermline è stato retrocesso dalla Premier League 2011-2012.

### Formula
Il campionato è composto di 10 squadre che si affrontano in un doppio girone di andata-ritorno per un totale di 36 giornate.

La prima classificata viene promossa direttamente in Scottish Premiership. L'ultima classificata viene retrocessa direttamente in Scottish League One. La 9ª classificata partecipa ai playoff per un posto in Scottish Championship assieme alla 2ª, alla 3ª e alla 4ª classificata in Scottish Second Division 2012-2013.

## Squadre partecipanti
| Club                | Città       | Stadio                     | Stagione precedente         |
| ------------------- | ----------- | -------------------------- | --------------------------- |
| Airdrie Utd         | Airdrie     | Excelsior Stadium          | 4º posto in Second Division |
| Cowdenbeath         | Cowdenbeath | Central Park               | 1º posto in Second Division |
| Dumbarton           | Dumbarton   | Dumbarton Football Stadium | 3º posto in Second Division |
| Dunfermline         | Dunfermline | East End Park              | 12º posto in Premier League |
| Falkirk             | Falkirk     | Falkirk Stadium            | 3º posto                    |
| Greenock Morton     | Greenock    | Cappielow Park             | 8º posto                    |
| Hamilton Academical | Hamilton    | INew Douglas Park          | 4º posto                    |
| Livingston          | Livingston  | Almondvale Stadium         | 5º posto                    |
| Partick Thistle     | Glasgow     | Firhill Stadium            | 6º posto                    |
| Raith Rovers        | Kirkcaldy   | Stark's Park               | 7º posto                    |

## Classifica finale
|  | Pos. | Squadra             | Pt | G  | V  | N  | P  | GF | GS | DR  |
|  | ---- | ------------------- | -- | -- | -- | -- | -- | -- | -- | --- |
|  | 1.   | Partick Thistle     | 78 | 36 | 23 | 9  | 4  | 76 | 28 | 48  |
|  | 2.   | Greenock Morton     | 67 | 36 | 20 | 7  | 9  | 73 | 47 | 26  |
|  | 3.   | Falkirk             | 53 | 36 | 15 | 8  | 13 | 52 | 48 | 4   |
|  | 4.   | Livingston          | 52 | 36 | 14 | 10 | 12 | 58 | 56 | 2   |
|  | 5.   | Hamilton Academical | 51 | 36 | 14 | 9  | 13 | 52 | 45 | 7   |
|  | 6.   | Raith Rovers        | 46 | 36 | 11 | 13 | 12 | 45 | 48 | -3  |
|  | 7.   | Dumbarton           | 43 | 36 | 13 | 4  | 19 | 58 | 83 | -25 |
|  | 8.   | Cowdenbeath         | 36 | 36 | 8  | 12 | 16 | 51 | 65 | -14 |
|  | 9.   | Dunfermline         | 34 | 36 | 14 | 7  | 15 | 62 | 59 | 3   |
|  | 10.  | Airdrie Utd         | 22 | 36 | 5  | 7  | 24 | 41 | 89 | -48 |

Legenda:

      Promossa in Premiership 2013-2014
 Qualificata ai play-off
      Retrocessa in League One 2013-2014
Tre punti a vittoria, uno a pareggio, zero a sconfitta.
La classifica viene stilata secondo i seguenti criteri:
- Punti conquistati
- Differenza reti generale
- Reti totali realizzate
- Punti realizzati negli scontri diretti
- Differenza reti negli scontri diretti
- Reti realizzate negli scontri diretti
- play-off (solo per definire la promozione, la retrocessione e i playoff)

### Verdetti
- Partick Thistle vincitore della Scottish First Division e promosso in Scottish Premiership 2013-2014
- Dunfermline perdente i playoff e retrocesso in Scottish League One 2013-2014
- Airdrie United retrocesso in Scottish League One 2013-2014.

## Spareggi

### Playoff First Division/Second Division
Ai play-off partecipano la 2ª, 3ª e 4ª classificata della Scottish Second Division 2012-2013 (Alloa Athletic, Brechin City, Forfar Athletic) e la 9ª classificata della First Division (Dunfermline).

#### Semifinali
| Squadra 1       | Totale | Squadra 2      | Andata | Ritorno |
| --------------- | ------ | -------------- | ------ | ------- |
| Forfar Athletic | 4 – 7  | Dunfermline    | 3 – 1  | 1 – 6   |
| Brechin City    | 3 – 4  | Alloa Athletic | 0 – 2  | 3 - 2   |

#### Finale
| Squadra 1      | Totale | Squadra 2   | Andata | Ritorno |
| -------------- | ------ | ----------- | ------ | ------- |
| Alloa Athletic | 3 – 1  | Dunfermline | 3 – 0  | 0 – 1   |

## Statistiche

### Classifica marcatori
| Gol |  |  | Giocatore       | Squadra             |
| --- |  |  | --------------- | ------------------- |
| 25  |  |  | Stevie May      | Hamilton Academical |
| 24  |  |  | Lyle Taylor     | Falkirk             |
| 18  |  |  | Brian Graham    | Raith Rovers        |
| 15  |  |  | Iain Russell    | Livingston          |
| 14  |  |  | Peter MacDonald | Greenock Morton     |